# George Charles Wallich
George Charles Wallich, född den 16 november 1815 i Kalkutta, död den 31 mars 1899 i London, var en brittisk medicinare och marinbiolog. Han var son till Nathaniel Wallich. 
År 1834 promoverades Wallich i Edinburgh till medicine doktor. År 1898 tilldelades han Linnean Medal av Linnean Society of London. Som botaniker sysselsatte sig Wallich med algerna. Auktorsnamnet G.C.Wall. kan användas för George Charles Wallich i samband med ett vetenskapligt namn inom botaniken; se Wikipediaartiklar som länkar till auktorsnamnet.